# Хатуча
Хатуча (бел. Хатуча) — упразднённая деревня в Бурковском сельсовете Брагинском районе Гомельской области Беларуси.

## География

### Расположение
В 15 км на юго-запад от Брагина, 26 км от железнодорожной станции Хойники (на ветке Василевичи — Хойники от линии Калинковичи — Гомель), 134 км от Гомеля, на территории Полесского радиационно-экологического заповедника.

## Транспортная сеть
Транспортные связи по просёлочной, затем автомобильной дороге Комарин — Брагин.
Планировка состоит из прямолинейной широтной улицы, к которой с юга под острым углом присоединяется короткая прямолинейная улица. Застройка деревянными домами усадебного типа.

## История
По письменным источникам известна с XVI века, как деревня во владении князя Вишневецкого, а во 2-й половине XVII века — Конецпольских. После 2-го раздела Речи Посполитой (1793 год) в составе Российской империи. С 1811 года владение Ракицких. В 1850 году. С 1873 года большинство земель во владении купца 1-й гильдии Посконина. Согласно переписи 1897 года находились: часовня, ветряная мельница, кузница; в Брагинской волости Речицкого повета Минской губернии.
С 8 декабря 1926 года по 30 декабря 1927 года центр Хатучского сельсовета Брагинского района Речицкого, с 9 июня 1927 года Гомельского округов.
В 1931 году организован колхоз «Красная звезда», работали ветряная мельница, кузница и шерстечесальня. Во время Великой Отечественной войны в июне 1943 года фашисты сожгли 84 двора и убили 13 жителей. В 1959 году входила в состав совхоза «Острогляды» (центр — деревня Острогляды).
20 августа 2008 года деревня упразднена.

## Население
После катастрофы на Чернобыльской АЭС и радиационного загрязнения жители (120 семей) переселены в 1986 году в чистые места.

### Численность
- 2009 год — жителей нет

### Динамика
- 1850 год — 23 двора, 177 жителей
- 1897 год — 53 двора, 351 житель (согласно переписи)
- 1908 год — 61 двор, 439 жителей и в фольварке 12 жителей
- 1930 год — 75 дворов, 422 жителя
- 1940 год — 92 двора
- 1959 год — 425 жителей (согласно переписи)
- 1986 год — жители (120 семей) переселены